# Eliot Sumner

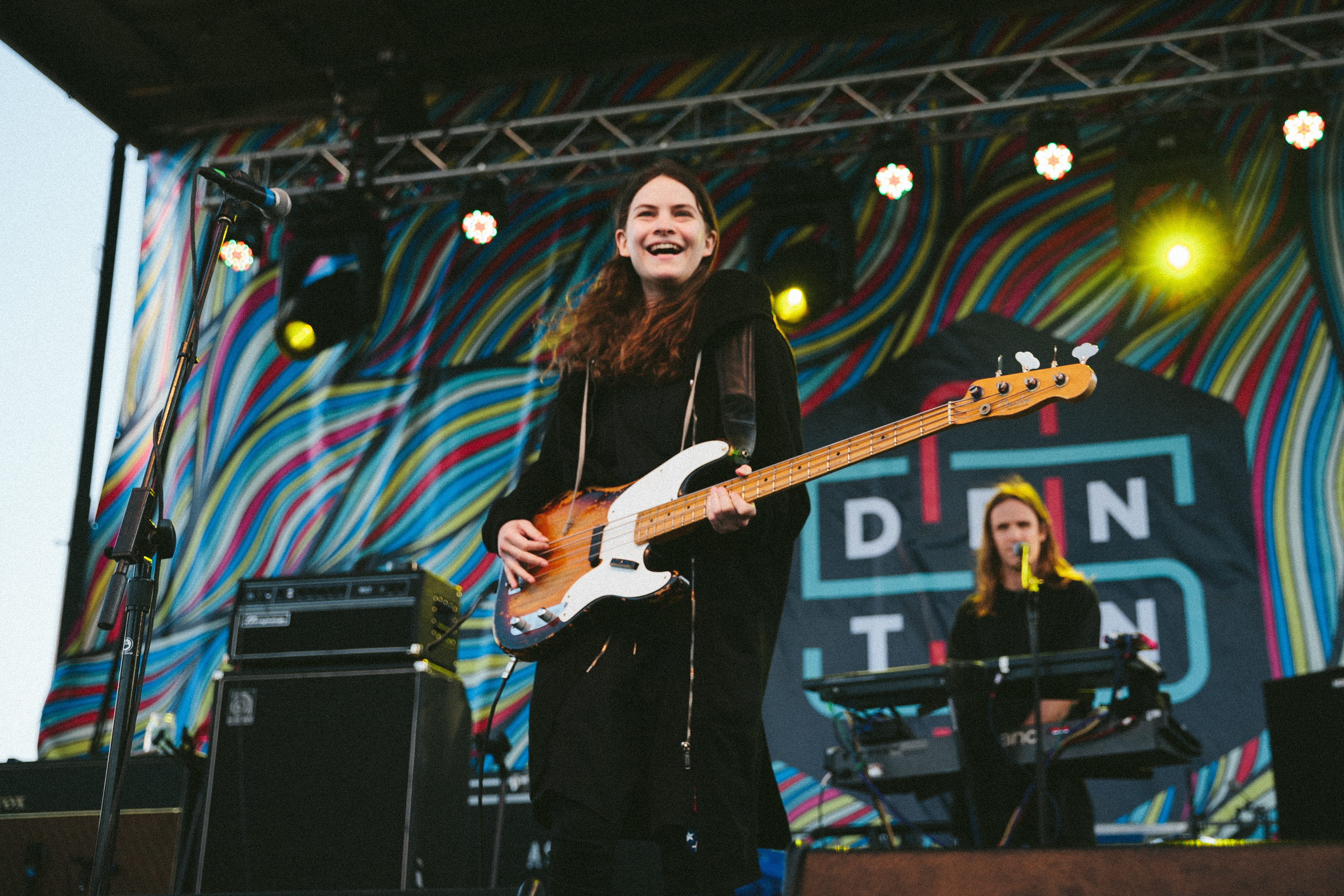
Eliot Sumner (2016)

Eliot Paulina „Coco“ Sumner (* 30. Juli 1990 in Pisa, Italien) ist eine englische musikalisch tätige Person. 2010 erschien ihr Debütalbum unter dem Bandnamen I Blame Coco.

## Leben
Eliot Sumner wurde als Kind von Pop-Musiker Sting (Gordon Sumner) und seiner zweiten Frau Trudie Styler geboren. 
Erste eigene Stücke erschienen auf einer persönlichen Myspace-Seite, woraufhin einige Labels Interesse bekundeten. Sumner wurde von Island Records unter Vertrag genommen. Erste Veröffentlichungen gab es Anfang 2010. Zusammen mit Sub Focus hatte Sumner mit Splash einen Hit, der knapp die Top 40 der UK-Charts verfehlte. Das Debütalbum The Constant erschien im November desselben Jahres, konnte sich aber nur in einer hinteren Chartposition platzieren.
Seit 2014 veröffentlicht Sumner unter dem Geburtsnamen Eliot Sumner, so 2014 die EP Information und 2016 das gleichnamige Album.
Am 25. Januar 2019 veröffentlichte Sumner das Album Nosferatu unter dem Künstlernamen Vaal. Im Jahr 2022 spielte Sumner in dem Film Pretty Red Dress mit.

## Privatleben
Im Jahr 2009 verlor Sumner den Geruchssinn nach einer schweren Kopfverletzung infolge eines Sturzes. Sumner ist seit 2014 mit dem österreichischen Model Lucie von Alten liiert.
2015 erklärte Sumner, sich mit keinem der Geschlechter eindeutig zu identifizieren. Seit 2020 identifiziert sich Sumner als nichtbinär und beansprucht im Englischen das geschlechtsneutrale Pronomen they.

## Diskografie
Alben
- The Constant (2010)
- Information (2016)

EPs
- Information (2014)

Singles
- Animal (Miike Snow feat. Coco) (2009)
- Caesar (featuring Robyn) (2010)
- Splash (Sub Focus feat. Coco) (2010)
- Selfmachine (2010)
- Quicker (2010)
- In Spirit Golden (2010)
- Turn Your Back on Love (2011)
- Information (2014)
- I Followed You Home (2014)
- Dead Arms & Dead Legs (2015)
- After Dark (2015)
- Firewood (2015)
- Species (2015)